# Phare de Sõrve
Le phare de Sõrve est un phare situé sur la commune rurale de Torgu, dans le comté de Saare, en Estonie.
Il est géré par l'Administration maritime estonienne ,.

## Histoire
Le premier phare de la péninsule de Sõrve a été construit en 1646. Sa structure originale était en bois, mais elle a été remplacée par une structure en pierre en 1650 et conçue par Heinrich Stegeling. Le phare était en gestion privée jusqu'en 1737, date a laquelle il a été repris par l'État. En 1770, un nouveau phare a été construit et rehaussé en 1807.
En 1863, le phare  de 35 mètres de haut a été équipé d'un appareil catoptrique. Il a survécu à la Première Guerre mondiale, mais son intérieur en bois a été endommagé par le feu. Pendant la Seconde Guerre mondiale, toute la structure a été détruite en 1944. Une structure temporaire octogonale en bois a été construite en 1949, qui a été utilisée jusqu'en 1960, quand elle a été remplacée par l'actuel phare en béton armé.

## Description
Le phare actuel est une tour conique en béton de 52 m de haut, avec galerie et lanterne. Il émet, à une hauteur focale de 53 m, un bref éclat blanc toutes les 15 secondes; Sa portée nominale est de 15 milles nautiques (environ 28 km).

Identifiant : ARLHS : EST-013 ; EVA-935 - Amirauté : C-3704 - NGA : 12672 .

## Caractéristique duFeu maritime
Fréquence : 15 secondes (W)
- Lumière : 0.2 seconde
- Obscurité : 14.8 secondes

### Lien connexe
- Liste des phares d'Estonie